# Stražnji Vrh
Stražnji Vrh je naselje u slovenskoj Općini Črnomelju. Stražnji Vrh se nalazi u pokrajini Dolenjskoj i statističkoj regiji Jugoistočnoj Sloveniji. 

## Stanovništvo
Prema popisu stanovništva iz 2002. godine naselje je imalo 139 stanovnika.